# Den ultimata Boeing 747:an

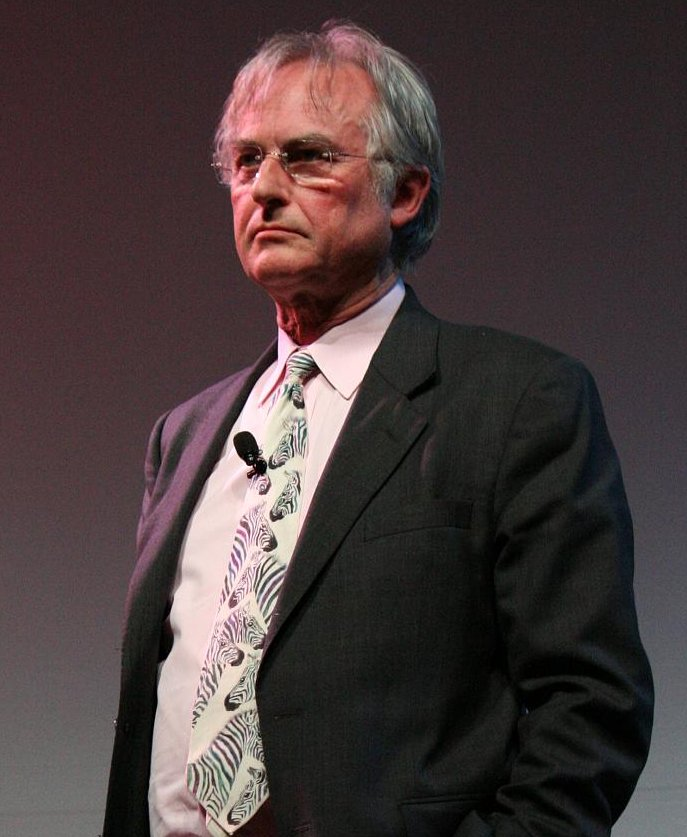
Richard Dawkins

Den ultimata Boeing 747:an är ett inlägg i debatten om guds existens som går ut på att en skapare måste vara mer komplex än dess skapelse och att existensen av en skapare alltså måste vara mer osannolik än skapelsen. Det formulerades av Richard Dawkins i kapitel 4 i hans bok Illusionen om Gud som utkom 2006 och är ett bemötande av urmakaranalogin, det teleologiska gudsbeviset och intelligent design.
Namnet kommer ifrån ett citat av Fred Hoyle där han jämför sannolikheten för livets spontana uppkomst på jorden med sannolikheten att en orkan som härjar på ett skrotupplag skall lyckas montera ihop ett flygplan av typen Boeing 747. Richard Dawkins menar att gud är den ultimata Boeing 747:an eftersom uppkomsten av en gud som har förmågan att skapa och styra ett universum är mycket mindre sannolik än bara uppkomsten av ett universum.
Mot Dawkins argument kan invändas att en skapare inte nödvändigtvis måste vara mer komplex än dess skapelse. Om skaparen är ett okroppsligt medvetande kan det visserligen ha mycket komplexa tankar, men samtidigt vara ett "enkelt" väsen i sig självt. 
Religiösa som hävdar att den låga sannolikheten för livets spontana uppkomst är ett gudsbevis, brukar bortse från problemet Dawkins formulerade, utan antar att Gud finns per definition, vilket gör att skapelsen anses vara den mest sannolika förklaringen till livets uppkomst.